# Dorothea Brooking
Dorothea Brooking (* 7. Dezember 1916 in Slough, Berkshire, England als Dorothea Smith Wright; † 23. März 1999 in Haywards Heath, West Sussex, England) war eine britische TV-Produzentin, Drehbuchautorin und Regisseurin vorwiegend von Fernsehprogrammen für Kinder für die BBC. So inszenierte sie unter anderem auch die in Deutschland sehr beliebte Fernseh-Miniserie Der Mondschimmel.

## Leben und Karriere
Geboren als Dorothea Smith Wright 1916 in Slough, einer Stadt in der Grafschaft Berkshire, erhielt sie ihre Ausbildung zuerst an einem Internat in England und machte anschließend ihr Abitur in Montreux in der Schweiz. Zurück auf der Insel studierte Dorothea Schauspiel an der Old Vic in London. Das Theaterspiel hatte Tradition in der Familie, schon ein Vorfahr hatte im 19. Jahrhundert den Hamlet gegeben und auch ihr Bruder wurde Schauspieler. Am Old Vic Theater lernte sie dann den Kommilitonen John Brooking kennen und die beiden heirateten.
Nach der Geburt ihres Sohnes, Timothy, ging die Familie nach Shanghai. Dort arbeitete Dorothea zwei Jahre für das Shanghai Radio als Autorin und Produzentin. Aus Furcht vor der japanischen Besatzung im Zweiten Weltkrieg übersiedelte die Familie zurück nach England und Dorothea Brooking fand Arbeit bei der BBC. Sie wurde eine von sieben Produzentinnen – vier Frauen und drei Männer – ausgewählt aus über 100 Bewerbern.
Von der Produktionszentrale im Alexandra Palace der British Broadcasting Corporation wurde sie 1950 zur Chefin der innerhalb der BBC neu gegründeten Kinder-Abteilung ernannt. Angesichts der Möglichkeit, Programme und hohe Qualitäts-Standards für das junge Kinderfernsehen zu gestalten, adaptierte sie literarische Werke von berühmten Autoren wie Edith Nesbit, Frances Hodgson Burnett, Charles Dickens oder Mark Twain und bekam so große Bedeutung für das britische Kinderfernsehen in den 1950 und 1960er Jahren. Im Laufe des nächsten Vierteljahrhunderts war sie verantwortlich für zahlreiche Adaptionen vieler populärer Kinder-Klassiker wie The Secret Garden (1952, 1960 und 1975), The Railway Children (1951 und 1957) oder The Treasure Seekers (1961). Sie unternahm auch Adaptionen von zeitgenössischen Werken, darunter Tom's Midnight Garden im Jahr 1974.
1963 wurde das BBC-Kinderfernsehen mit dem Frauenprogramm unter dem Titel "Family Programmes" verschmolzen und Dorothea Brooking auch diese Abteilung übertragen. Mitte der 1960er Jahre verließ sie die BBC jedoch und wurde als TV-Produzentin freiberuflich tätig.
Sie produzierte unter anderem John Tullys spannende Adaption von Burton Hesters Castors Away (BBC, 1968), über zwei Kinder, die zum Zeitpunkt der Schlacht von Trafalgar lebten. Es war ihre erste Zusammenarbeit (von sieben Fernseh-Werken) mit dem Schriftsteller John Tully.
Das Thema des Mystischen in Verbindung mit der Historie hatte Brooking schon von Kindes Beinen an fasziniert. Vor allem die Literatur um die legendäre Gestalt des König Artus hatte es ihr angetan. So entstand eine fruchtbare Zusammenarbeit mit dem Autor Brian Hayles, die 1978 in der mehrteiligen Fernseh-Verfilmung Der Mondschimmel mündete, die Dorothea Brooking mit viel Liebe zum Detail und an historischen Originalschauplätzen in Uffington und Umgebung in Szene setzte. In den Hauptrollen spielten James Greene, Sarah Sutton, John Abineri, Caroline Goodall und David Haig.
Im Jahr 1980 wurde sie bei den Pye Colour Television Awards in London mit einem Special Award für ihre Verdienste um das Kinderfernsehen gewürdigt.
1982 inszenierte mit The Haunting of Cassie Palmer, einem Drama über das Übernatürliche, ihre letzte Arbeit für das britische Fernsehen.
Dorothea Brooking schrieb und produzierte in ihrer über 30-jährigen Karriere zahlreiche Folgen für bekannte britische Fernsehserien und führte häufig auch selbst dabei Regie.
Am 23. März 1999 starb sie in Haywards Heath in der Grafschaft West Sussex im Alter von 82 Jahren.

## Auszeichnungen
- 1980: Pye Colour Television Award für herausragende Dienste um das britische Kinderfernsehen

## Filmografie (Auswahl)

### Fernsehregisseurin
- 1961: The Treasure Seekers (TV-Serie)
- 1961: The Racketty Street Gang" (TV-Serie)
- 1962: The Six Proud Walkers" (TV-Serie)
- 1968: Castors Away! (TV-Serie)
- 1974: Tom's Midnight Garden (TV-Miniserie)
- 1978: Der Mondschimmel (The Moon Stallion) (TV-Miniserie)
- 1982: The Haunting of Cassie Palmer (TV-Serie)

### Fernsehproduzentin
- 1951: The Railway Children (BBC – 12 Folgen)
- 1952: The Secret Garden (BBC – 8 Folgen)
- 1956: The Black Brigand (BBC – 8 Folgen)
- 1959: Great Expectations (BBC – 13 Folgen)
- 1960: The Adventures of Tom Sawyer (BBC – 7 Folgen)

### Drehbuchautorin (Auswahl)
- 1951: The Railway Children (12 Folgen)
- 1953: The Story of the Treasure Seekers (6 Folgen)
- 1961: The Treasure Seekers (6 Folgen)
- 1961: The Racketty Street Gang (6 Folgen)
- 1975: The Secret Garden" (7 Folgen)